# Савалеевка
Савалеевка — река в России, протекает по Татарстану. Устье реки находится в 100 км по левому берегу реки Степной Зай. Длина реки составляет 10 км, площадь водосборного бассейна 22,6 км².

## Данные водного реестра
По данным государственного водного реестра России относится к Камскому бассейновому округу, водохозяйственный участок реки — Кама от Нижнекамского гидроузла и до устья, без реки Вятка, речной подбассейн реки — бассейны притоков Камы до впадения Белой. Речной бассейн реки — Кама.